# Aspholmen, Borgå
Aspholmen är en ö i Finland. Den ligger i Finska viken och i kommunen Borgå i den ekonomiska regionen  Borgå i landskapet Nyland, i den södra delen av landet. Ön ligger omkring 56 kilometer öster om Helsingfors.
Öns area är 10 hektar och dess största längd är 460 meter i öst-västlig riktning.